# Šarengrad
Šarengrad je obec v Chorvatsku, v jeho nejvýchodnějším cípu. Administrativně je součástí općiny Ilok; nachází se na silnici mezi Ilokem a Vukovarem, na pravém břehu Dunaje, v údolí potoka, který do tohoto veletoku ústí.
V roce 2011 žilo v Šarengradu 528 obyvatel. Většina z nich jsou Chorvati, existuje zde malá slovenská menšina. Proto se také v obci nachází i pobočka Matice slovenské.
Šarengrad patří k obcím s dlouhou historií; rozvíjel se v blízkosti ruin pevnosti a kláštera, který v roce 1241 zničili Tataři během svého vpádu do Evropy. Po staletí pak patřil maďarským feudálům.[zdroj?] Během Chorvatské války za nezávislost bylo město místem střetů chorvatských paravojenských formací a Jugoslávské lidové armády. Útok na Šarengrad provedla JLA 4. října 1991. Dnes oběti válečných událostí připomíná památník umístěný v centru obce.